# Julian Phillips
Julian Phillips (ur. 5 listopada 2003 w Killeen) – amerykański koszykarz, występujący na pozycji niskiego skrzydłowego, obecnie zawodnik Chicago Bulls.
W 2018 wystąpił w meczach gwiazd amerykańskich szkół średnich – Jordan Brand Classic i McDonald's All-American. 
W 2023 reprezentował Chicago Bulls podczas rozgrywek letniej ligi NBA w Las Vegas.

## Osiągnięcia
Stan na 13 grudnia 2023, na podstawie, o ile nie zaznaczono inaczej.
NCAA
- Uczestnik rozgrywek Sweet 16 turnieju NCAA (2023)
- Zaliczony do I składu:
  - turnieju Battle 4 Atlantis (2022)
  - najlepszych pierwszorocznych zawodników konferencji Southeastern (SEC – 2023)
- Najlepszy pierwszoroczny zawodnik tygodnia konferencji SEC (23.01.2023)